# Zinkfingernukleasen
Zinkfingernukleasen (ZFN) sind künstlich hergestellte Restriktionsenzyme. Sie enthalten eine Zinkfingerdomäne, die an DNA bindet, und eine Nukleasedomäne, welche die DNA schneidet. Die Zinkfingerdomäne kann so gebaut werden, dass sie eine bestimmte DNA-Sequenz erkennt.
Das bedeutet, dass man mit ZFN ein komplexes Genom an einer ganz bestimmten Stelle schneiden kann und so einen zielgerichteten Einbau von fremder DNA ermöglicht.

## Nukleasedomäne
Zinkfingernukleasen enthalten in der Regel die unspezifisch schneidende Nukleasedomäne des Typ-IIS-Restriktionsenzyms FokI. Diese Restriktionsdomäne ist nur aktiv, wenn sie dimerisiert vorliegt, weswegen zwei unterschiedlich gebaute ZFN-Monomere benötigt werden, um die DNA-Zielsequenz zu schneiden. Bei Standard-ZFN ist die Restriktionsdomäne über ihr N-terminales Ende an die DNA-bindende Zinkfingerdomäne gebunden. Damit die Nukleasedomänen dimerisieren und schneiden können, müssen die beiden unterschiedlichen ZFN-Monomere an die beiden unterschiedlichen Stränge der DNA binden, wobei ihre C-Termini einen bestimmten Abstand zueinander haben müssen.
Mehrere verschiedene Protein-Engineering-Techniken werden eingesetzt, um einerseits die Enzymaktivität und andererseits Affinität und Spezifität der Zinkfingerdomäne zu steigern. So wurde beispielsweise „Gerichtete Evolution“ angewandt, um FokI-Varianten zu erzeugen, die eine erhöhte Nukleaseaktivität aufweisen. Zudem wurde strukturelles Design eingesetzt, um mittels Austausch geladener Aminosäuren im Dimerisierungsinterface der Nukleasedomäne sogenannte „obligat-heterodimere“ FokI-Varianten zu erzeugen, die eine deutlich erhöhte Restriktionsspezifität aufweisen.

## DNA-Bindedomäne
Die DNA-Bindedomäne enthält typischerweise zwischen drei und sechs unterschiedliche Zinkfingermotive, wobei jedes individuelle Zinkfingermotiv 3 bp erkennt. Binden die Zinkfingerdomänen perfekt an ihre Erkennungssequenz, so reichen drei Zinkfinger pro ZFN-Monomer aus, um einen bestimmten Lokus in einem komplexen Genom spezifisch zu erkennen.
Mehrere verschiedene Strategien wurden entwickelt, um Cys2His2-Zinkfinger herzustellen, die an gewünschte Sequenzen binden. Diese Methoden umfassen sowohl das modulare Zusammenbauen (siehe unten) als auch Selektionsstrategien, wie das Phagendisplay, das Yeast-1-Hybrid-Systeme, das Bacterial one-hybrid System, das Bacterial two-hybrid System oder zelluläre Selektionssysteme.
Die einfachste Methode, neue Zinkfingerarrays zu erzeugen, ist die Kombination von Zinkfingern mit bekannter Spezifität. Der am weitesten verbreitete modulare Zusammenbauprozess ist das Kombinieren von drei unterschiedlichen Zinkfingern, die jeweils 3 bp erkennen, zu einem neuen Zinkfingerarray, der 9 bp erkennt. Der Hauptnachteil dieser Methode ist, dass sich die Spezifität eines Zinkfingers je nach benachbartem Zinkfinger im Array verändern kann, weshalb "kontextabhängige" Selektionsstrategien üblicherweise Zinkfingerarrays mit einer höheren Spezifität erzeugen.

## Anwendungen
Zinkfingernukleasen sind nützlich, um die Genome vieler Pflanzen- und Tierarten zielgerichtet zu verändern, einschließlich der Genome von Arabidopsis, Tabak,
Soja, Mais, Fruchtfliege, Fadenwurm, Platynereis dumerilii, Seeigel, Seidenraupe, Zebrafisch, Frosch, Maus, Ratte, Kaninchen, Schwein, Rind und verschiedener Typen von Säugerzellen. Darüber hinaus wurden ZFN in vivo in einem Mausmodell für Hämophilie angewandt, und eine klinische Studie hat ergeben, dass autologe CD4-positive T-Zellen mit durch Zinkfingernukleasen ausgeschaltetem CCR5-Gen sicher sind, um als Behandlung für HIV/AIDS dienen zu können. Alternativ zu Zinkfingernukleasen können Transcription Activator-like Effector Nucleases und die CRISPR/Cas-Methode verwendet werden.